# تطبيق فلو
تطبيق فلو هو تطبيق لقياس ومتابعة الحيض أو فترة انقطاع الحيض أو لمراقبة الحمل.يعمل هذا التطبيق عن طريق استخدام الذكاء الاصطناعي وعلم البيانات لمراقبة صحة المرأة. التطبيق متاح على نظام  أندرويد وآي أو إس.

## التاريخ
أسس كل من ديمتري ويوري غورسكي تطبيق فلو عام 2015 في مدينة مينسك؛ روسيا البيضاء، في عام 2019 أصبح ديمتري الرئيس التنفيذي لتلك الشركة.
في عام 2016 تم تمويل الشركة  مليون دولار من قبل شركة فلينت وصندوق هاكسوس فينتشر.
في عام 2017 قامت كل من شركة فلينت وعارضة الأزياء الروسية ناتاليا فوديانوفا والعديد من المستثمرين الآخرين. باستثمار قيمته 5 ملايين دولار إلى تطبيق فلو.كما أن عارضة الازياء الروسية ناتاليا فوديانوفا ساعدت ايضًا في تطوير تطبيق فلو عن طريق حملة توعية عالمية وهي «دعنا نتحدث عنه. الحيض (نقطة)» والتي دعت لكسر المحرمات  والحواجز التي تعيق عن صحة المرأة في فترة الحيض. في ديسمبر 2017؛ بدأت شركة فلو العمل مع صندوق الأمم المتحدة للسكان لنشر الوعي لدي الصحة الإنجابية والحنسية لدي المرأة. كما أن قدمت فلو خدمة عدد من الأسئلة والأجوبة داخل التطبيق والتي تسمح للمستخدمين لمناقشة أي نوع من المشاكل مع الخبراء والمستخدمين الآخرين.
في 2018تَلَقَّى فلو إستثمارات لقيمة 6 ملايين دولار من شركة مانجروف كابيتال؛ كما أن شاركت شركة فلينت وهاكسوس إستثمار قيمتة 200 مليون دولار.

## التطبيق
فلو تطبيق تم إنشاء لتتبع فترة الحيض ولكن تم تطويره ليصبح نوع من الذكاء الاصطناعي  لدعم صحة الإنجابية والتناسلية للمرأة.التطبيق يشمل جميع مراحل الدورة الانجابية بداية من مرحلة الحيض لدى المراهقين؛ أو تتبع الدورة الشهرية؛ تتبع الحمل (إذا كانت المرأة تعاني من مشكلة في الخصوبة أو لا تعاني حتى)؛ الحمل؛ والأمومة المبكرة؛ فترة انقطاع الحيض.لذلك يعتبر فلو أول تطبيق لتتبع الحيض والذي يستخدم  الذكاء الاصطناعي للتنبؤ بفترة الحيض بشكل دقيق.
يقوم مستخدمي التطبيق بتوصيل التطبيق إلى التقويم يقوم بتذكير وقت الدورة الشهرية القادمة وتسجيل أي أعراض صحية مثل طرق منع الحمل؛ الإفرازات المهبلية؛ مقدار تناول المياه؛ الآلام؛ تقلب المزاج؛ النشاط الجنسي. ويقوم التطبيق باستخدام الشبكات العصبية للتنبؤ بموعد الحيض.

## الخصوصية
التطبيق يقوم بإبلاغ الفيسبوك عندما يكون المستخدم لديها الدورة الشهرية أو إبلاغ التطبيق عن أعراض حمل. البيانات يتم إرسالها مع الإعلان أن المعلومات تكون متطابقة مع الجهاز أو مع الصفحة الشخصية على الفيسبوك.
سام ششنر- انتي تعطي التطبيق بيانات حساسة ومعلومات شخصية ثم يقوموا هم بإخبار الفيسبوك؛ صحيفة وول ستريت.
في فبراير 2019اتضح أن فلو يقوم بإرسال البيانات الصحية لدى المستخدمين إلي فيسبوك. وأن تلك البيانات ترسُّل دون علم المستخدم، مما يؤدي الي انتهاك سياسات التطوير لدي  فيسبوك.
في أواخر فبراير فلو قالت أنها قامت بإصدار تحديثات للتطبيق على أندرويد وآي أو إس التي سوف توقف إرسال أي بيانات شخصية إلي أي شركات خارجية لتحليل  البيانات مثل فيسبوك وسوف تأخذ بعين الاعتبار الحفاظ على الخصوصية لدى المستخدم.

## الجوائز
حصلت فلو على جائزة الابتكار في معرض الإلكترونيات الاستهلاكية 2019 فئة البرمجيات وتطبيقات الهاتف المحمول.